# Allophyllus pentaphyllus
Allophyllus pentaphyllus är en skalbaggsart som beskrevs av Heller 1916. Allophyllus pentaphyllus ingår i släktet Allophyllus och familjen Melolonthidae. Inga underarter finns listade i Catalogue of Life.